# Багатошарове скло

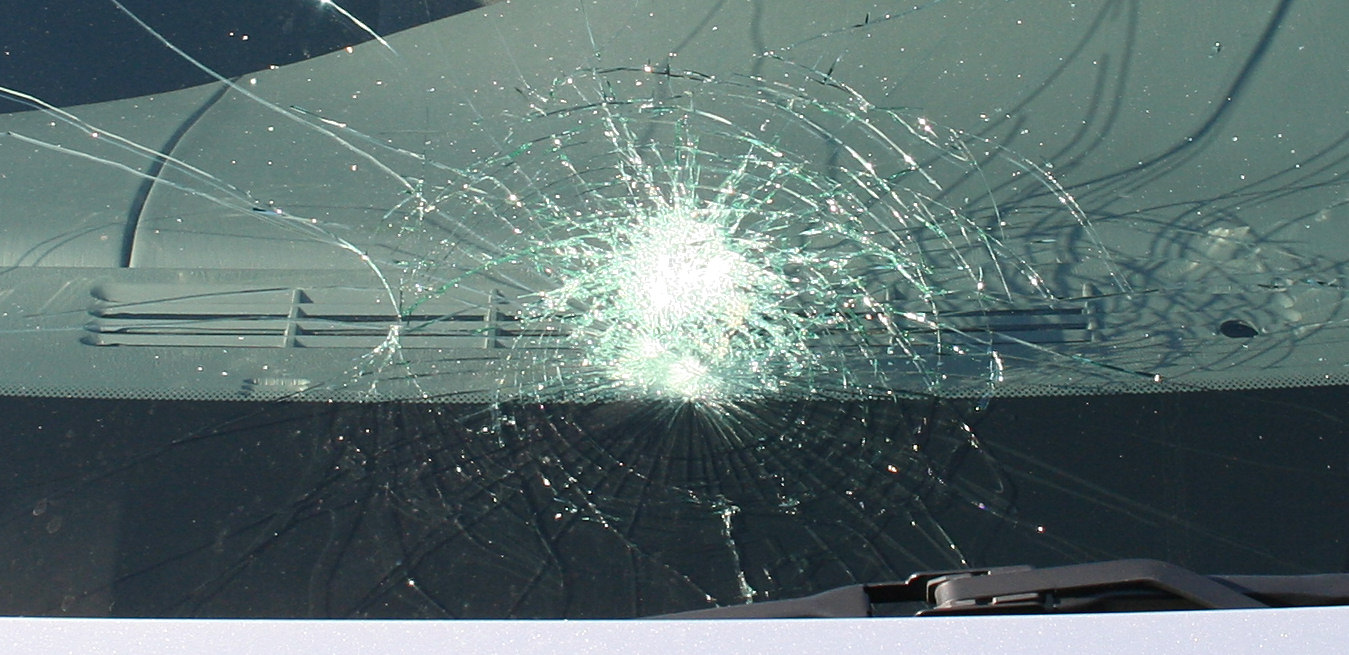
Багатошарове безпечне скло як лобове скло автомобіля

Багатоша́рове скло — один із видів безпечного скла. Скло являє собою два або більше органічних або силікатних скла, склеєних між собою спеціальною полімерною плівкою (як правило, використовується полівінілбутираль англ. Polyvinyl butyral), здатною при ударі утримувати скалки. Це створює характерну «павутину» тріщин. Як правило, виготовляється шляхом пресування при нагріванні.

## Застосування
Багатошарове скло застосовується при склінні транспортних засобів (автомобілів, залізничного рухомого складу, літаків, суден тощо), вікон і фасадів будинків, використовується при бронюванні. З нього робляться сходи та підлога підвісних конструкцій: балконів, переходів,  стіни та підлога басейнів, акваріумів.
Існують спеціальні види багатошарового скла з підвищеними шумопоглинальними властивостями, з електрообігрівом, кольорові, дзеркальні, електрохромні, поглинаючі УФ-випромінювання. Відрізнити якісне скло триплекс від підробки можна за формою країв — заводське скло має ретельно оброблену крайку, а також точно витримані розміри.
Готове багатошарове скло піддають різним тестам і перевіркам, серед яких випробування скла на опірність удару, пробивання, світла (радіації), вологості та спеки, накалюванню, тепловому удару, стійкості до розпаду на осколки.
Якість склеювання багатошарового скла визначається якістю клею (плівки) і якістю підготовки поверхні. Якість поверхні скла визначає ступінь адгезії. У разі нерівномірного очищення поверхні можливе утворення пухирців, областей з низькою міцністю склеювання. Для контролю якості поверхні застосовують прилади для вимірювання контактного кута змочування поверхні. Поверхня лінз для забезпечення належної якості готового склопакету повинна бути гідрофобною, що характеризується досить малим контактним кутом.

## Історія та опис
Багатошарове скло було винайдено в 1903 році французьким хіміком Едуардом Бенедіктусом, натхненним після лабораторної аварії. Скляна колба, покрита пластиком нітрату целюлози після падіння була зруйнована, проте не розвалилася на частини. Бенедіктус виготовив склопластикові композити автомобільного скла для зниження травматизму в дорожньо-транспортних пригодах. Проте скло було не відразу прийнято автомобільними виробниками, але багатошарове скло почало широко використовуватися в окулярах протигаза під час Першої світової війни. Безпечне скло робили таким чином: між двома гладкими поверхнями скла вкладали прозору целюлоїдну пластину і особливим хімічним способом з'єднували докупи. В 1928 році це скло виготовлялось у вигляді не особливо великих пластин. Скло не ріжеться алмазом